# یون گا یی
جونگ یو یون (کره‌ای: 정유연؛ زادهٔ ۱۶ سپتامبر ۲۰۰۰) که بیشتر با نام هنری یون گا یی (윤가이) شناخته می‌شود، بازیگر اهل کره جنوبی است. او به خاطر حضورش در برنامه اس‌ان‌ال کره در سال‌های ۲۰۲۳ و ۲۰۲۴ شناخته شد. او همچنین در فیلم‌ها و مجموعه‌های تلویزیونی مختلفی از جمله کشف عشق و دبیرستان مخفی حضور داشته است.

## اوایل زندگی و تحصیلات
او با نام جونگ یو یون در ۱۶ سپتامبر ۲۰۰۰ در بوسان، کره جنوبی به دنیا آمد. خانواده‌اش شامل پدر، مادر، که نقاش و نویسنده جون سو مین است و یک برادر کوچکتر می‌باشد. اولین آرزوی او این بود که مانند مادرش به عنوان یک هنرمند فعالیت کند، اما در نهایت تصمیم گرفت به حرفه بازیگری روی آورد. در ۱۵ سالگی، وقتی در دومین سال دبیرستان بود، وارد یک آکادمی شد و برای تحصیلات عالی در رشته بازیگری در مؤسسه هنر سئول ثبت‌نام کرد، جایی که علیرغم شروعی دشوار، در نهایت به عنوان یکی از بهترین دانشجویان دوره خود شناخته شد.

## فیلم‌شناسی

### فیلم
| سال  | عنوان           | نقش            | توضیحات    | منابع       |
| ---- | --------------- | -------------- | ---------- | ----------- |
| ۲۰۱۵ | زادروز بودا     |                | فیلم کوتاه |             |
| ۲۰۱۵ | اوست            | دختر دبیرستانی | فیلم کوتاه |             |
| ۲۰۱۹ | سون هی و سول گی | بانگ وول       |            | [ ۶ ] [ ۷ ] |
| ۲۰۲۰ | سیکادا          | هه مین         | فیلم کوتاه | [ ۸ ]       |
| ۲۰۲۱ | آبی             | شی وون         | فیلم کوتاه |             |
| ۲۰۲۲ | تاریخچه مارشملو | مین جو         | فیلم کوتاه |             |
| ۲۰۲۳ | سوهی بعدی       | جی وون         |            | [ ۹ ]       |
| ۲۰۲۳ | سیتیزن پین      | رام رام        |            | [ ۱۰ ]      |
| ۲۰۲۳ | اولین گزینه     | جی یون         | فیلم کوتاه | [ ۱۱ ]      |

### مجموعه تلویزیونی
| سال  | عنوان                     | نقش          | توضیحات         | منابع                |
| ---- | ------------------------- | ------------ | --------------- | -------------------- |
| ۲۰۲۱ | شمن بزرگ گا دو شیم        |              |                 | [ ۷ ]                |
| ۲۰۲۲ | از میان تاریکی            | لی جو وون    |                 |                      |
| ۲۰۲۳ | دکتر چا                   |              |                 | [ ۱۲ ]               |
| ۲۰۲۳ | دروغ‌های پنهان در باغچه من | لی سو مین    |                 | [ ۱۳ ] [ ۱۴ ]        |
| ۲۰۲۳ | از گور برخاسته            | جونگ هی      |                 |                      |
| ۲۰۲۴ | بازی هرم                  | جو سونگ یی   | مجموعه اینترنتی | [ ۱۲ ] [ ۱۵ ]        |
| ۲۰۲۴ | دست به یقه                | چوی          |                 | [ ۱۶ ]               |
| ۲۰۲۴ | مسائل خانوادگی            | ریو می اوک   | مجموعه اینترنتی | [ ۱۷ ] [ ۱۸ ]        |
| ۲۰۲۵ | کشف عشق                   | نا گیو ریم   |                 | [ ۱۹ ] [ ۲۰ ] [ ۲۱ ] |
| ۲۰۲۵ | دبیرستان مخفی             | پارک می جونگ |                 | [ ۲۲ ] [ ۲۳ ] [ ۲۴ ] |